# 1892 County Championship
Navigation
Édition précédente Édition suivante
Le 1892 County Championship est la troisième édition du County Championship en Angleterre du 18 mai au 27 août 1892. Le club de cricket du comté du Surrey remporte son troisième titre consécutif en remportant 13 de ses 16 matches. Le match entre le Lancashire et Somerset à Old Trafford s'est terminé en une journée, lorsque Somerset a été éliminé pour 88 et 58.

## Tableau final
Un point a été accordé pour une victoire et un point a été enlevé pour chaque défaite, donc:
- 1 pour une victoire
- 0 pour un match nul
- -1 pour une défaite

| Equipe          | Pld | W  | T | L  | D | Pts |
| --------------- | --- | -- | - | -- | - | --- |
| Surrey          | 16  | 13 | 0 | 2  | 1 | 11  |
| Nottinghamshire | 16  | 10 | 0 | 2  | 4 | 8   |
| Somerset        | 16  | 8  | 0 | 5  | 3 | 3   |
| Lancashire      | 16  | 7  | 0 | 5  | 4 | 2   |
| Middlesex       | 16  | 7  | 0 | 6  | 3 | 1   |
| Yorkshire       | 16  | 5  | 0 | 5  | 6 | 0   |
| Gloucestershire | 16  | 1  | 0 | 8  | 7 | –7  |
| Kent            | 16  | 2  | 0 | 9  | 5 | –7  |
| Sussex          | 16  | 1  | 0 | 12 | 3 | –11 |
| Source:         |     |    |   |    |   |     |

### Résumé statistique
| Most runs | Most runs | Most runs         | Most runs       |
| Aggregate | Average   | Joueur            | Comté           |
| --------- | --------- | ----------------- | --------------- |
| 1,047     | 40.26     | Herbie Hewett     | Somerset        |
| 920       | 41.81     | Arthur Shrewsbury | Nottinghamshire |
| 896       | 40.72     | Walter Read       | Surrey          |
| 861       | 39.13     | Stanley Scott     | Middlesex       |
| 848       | 30.28     | Andrew Stoddart   | Middlesex       |
| Source:   |           |                   |                 |

| Most wickets | Most wickets | Most wickets     | Most wickets    |
| Aggregate    | Average      | Joueur           | Comté           |
| ------------ | ------------ | ---------------- | --------------- |
| 114          | 13.26        | William Lockwood | Surrey          |
| 104          | 13.70        | Arthur Mold      | Lancashire      |
| 102          | 13.87        | George Lohmann   | Surrey          |
| 100          | 16.23        | J. T. Hearne     | Middlesex       |
| 97           | 12.79        | William Attewell | Nottinghamshire |
| Source:      |              |                  |                 |